# Condado de Harris (Georgia)
El condado de Harris (en inglés: Harris County), fundado en 1853, es uno de 159 condados del estado estadounidense de Georgia. En el año 2007, el condado tenía una población de 29 073 habitantes y una densidad poblacional de 20 personas por km². La sede del condado es Hamilton.

## Geografía
Según la Oficina del Censo, el condado tiene un área total de 1225 km² (473 mi²), de la cual 1201 km² (463,7 mi²) es tierra y 24 km² (9,3 mi²) (1.95%) es agua.

### Condados adyacentes
- Condado de Troup (norte)
- Condado de Meriwether (noreste)
- Condado de Talbot (este)
- Condado de Muscogee (sur)
- Condado de Lee (Alabama) (suroeste)
- Condado de Chambers (Alabama) (noroeste)

## Demografía
Según el censo de 2000, los ingresos medios por hogar en el condado eran de $47 763, y los ingresos medios por familia eran $54 834. Los hombres tenían unos ingresos medios de $37 955 frente a los $27 095 para las mujeres. La renta per cápita para el condado era de $21 680. Alrededor del 8.20% de la población estaban por debajo del umbral de pobreza.

## Transporte

### Principales carreteras
- Interestatal 85
- Interestatal 185
- U.S. Highway 27
- U.S. Route 27 Alterna
- Ruta Estatal 1
- Ruta Estatal 18
- Ruta Estatal 85
- Ruta Estatal 103
- Ruta Estatal 116
- Ruta Estatal 190

## Localidades
- Cataula (no incorporado)
- Ellerslie (no incorporado)
- Hamilton
- Mountain Hill (no incorporado)
- Mulberry Grove (no incorporado)
- Pine Mountain
- Pine Mountain Valley (no incorporado)
- Rehobeth (no incorporado)
- Ridgeway (no incorporado)
- Shiloh
- Waverly Hall
- West Point
- Whitesville (no incorporado)